# 林多
马克地区林多（德語：Lindow (Mark)），简称林多（發音：[ˈlɪndoː] ⓘ），是德国勃兰登堡州东普里格尼茨-鲁平县的城市，面积65.47平方千米，2023年12月31日人口为2,941人。